# Vláda Jana Stráského
Vláda Jana Stráského existovala v období od 2. července 1992 do 31. prosince 1992, jednalo se o poslední československou vládu.
Čtyři zástupce delegovala ODS (vítěz voleb do Sněmovny lidu Federálního shromáždění v ČR), pět HZDS (vítěz voleb v SR) a jednoho KDU-ČSL.

## Cíle vlády
Vláda si dala za cíl zabezpečit kontinuitu všech procesů započatých po listopadu 1989 a pokračovat v zahájených reformách. Součástí návrhu vlády byla výrazná redukce počtu i velikosti ústředních orgánů státní správy, přesun kompetencí zrušených a redukovaných orgánů na orgány zbývající a přesun dohodnutých kompetencí na orgány republik. Ve svém programovém prohlášení vláda uvedla, že převod kompetencí se uskuteční nejpozději do konce září 1992.
Vláda měla připravit a navrhnout podmínky pro hladké fungování dvou svrchovaných států s mezinárodní právní subjektivitou. Cíle její činnosti byly stanoveny zhruba na tři měsíce.
20. července 1992 odstoupil ze své funkce prezident ČSFR Václav Havel. Po zbylou dobu své existence byla federace bez prezidenta, pravomoci presidenta republiky vykonával předseda federální vlády Jan Stráský.
Dne 25. listopadu 1992 přijalo Federální shromáždění České a Slovenské Federativní Republiky ústavní zákon č. 542/1992 Sb. o zániku ČSFR k 31. prosinci 1992.

## Poměr sil ve vládě

### Počet ministrů
| - HZDS    | 5 |
| - ODS     | 4 |
| - KDU-ČSL | 1 |

## Struktura vlády
Počet členů federální vlády se snížil z 16 na 10, počet federálních ústředních orgánů státní správy se tak snížil z 12 na 5 (na federální úrovni tak nadále zůstalo pouze pět ministerstev: financí, zahraničních věcí, obrany, vnitra a hospodářství).

### Složení vlády
| Strana                                                     | Strana                                                                                        | Ministr                                                         | Portfej                   | Nástup do úřadu   | Odchod z úřadu    |
| ---------------------------------------------------------- | --------------------------------------------------------------------------------------------- | --------------------------------------------------------------- | ------------------------- | ----------------- | ----------------- |
|                                                            | Občanská demokratická strana (ODS) (předseda: Václav Klaus)                                   | Jan Stráský                                                     | Předseda vlády            | 2. července 1992  | 31. prosince 1992 |
| Ministr pověřený řízením ministerstva zahraničního obchodu | Občanská demokratická strana (ODS) (předseda: Václav Klaus)                                   | Jan Stráský                                                     | 2. července 1992          | 29. října 1992    |                   |
| Miroslav Macek                                             | Občanská demokratická strana (ODS) (předseda: Václav Klaus)                                   | Místopředseda vlády                                             | 2. července 1992          | 31. prosince 1992 |                   |
| Miroslav Macek                                             | Občanská demokratická strana (ODS) (předseda: Václav Klaus)                                   | Ministr pověřený řízením ministerstva práce a sociálních věcí   | 2. července 1992          | 29. října 1992    |                   |
| Miroslav Macek                                             | Občanská demokratická strana (ODS) (předseda: Václav Klaus)                                   | Předseda Federálního výboru pro životní prostředí               | 2. července 1992          | 29. října 1992    |                   |
| Petr Čermák                                                | Občanská demokratická strana (ODS) (předseda: Václav Klaus)                                   | Ministr vnitra                                                  | 2. července 1992          | 31. prosince 1992 |                   |
| Jan Klak                                                   | Občanská demokratická strana (ODS) (předseda: Václav Klaus)                                   | Ministr financí                                                 | 2. července 1992          | 31. prosince 1992 |                   |
|                                                            | Hnutie za demokratické Slovensko (HZDS) (předseda: Vladimír Mečiar)                           | Rudolf Filkus                                                   | První místopředseda vlády | 2. července 1992  | 31. prosince 1992 |
| Ministr kontroly                                           | Hnutie za demokratické Slovensko (HZDS) (předseda: Vladimír Mečiar)                           | Rudolf Filkus                                                   | 2. července 1992          | 31. prosince 1992 |                   |
| Milan Čič                                                  | Hnutie za demokratické Slovensko (HZDS) (předseda: Vladimír Mečiar)                           | Místopředseda vlády                                             | 2. července 1992          | 31. prosince 1992 |                   |
| Milan Čič                                                  | Hnutie za demokratické Slovensko (HZDS) (předseda: Vladimír Mečiar)                           | Předseda Federálního úřadu pro hospodářskou soutěž              | 2. července 1992          | 29. října 1992    |                   |
| Jaroslav Kubečka                                           | Hnutie za demokratické Slovensko (HZDS) (předseda: Vladimír Mečiar)                           | Ministr hospodářství                                            | 2. července 1992          | 31. prosince 1992 |                   |
| Jaroslav Kubečka                                           | Hnutie za demokratické Slovensko (HZDS) (předseda: Vladimír Mečiar)                           | Ministr pověřený řízením ministerstva pro strategické plánování | 2. července 1992          | 29. října 1992    |                   |
| Jozef Moravčík                                             | Hnutie za demokratické Slovensko (HZDS) (předseda: Vladimír Mečiar)                           | Ministr zahraničních věcí                                       | 2. července 1992          | 31. prosince 1992 |                   |
| Imrich Andrejčák                                           | Hnutie za demokratické Slovensko (HZDS) (předseda: Vladimír Mečiar)                           | Ministr obrany                                                  | 2. července 1992          | 31. prosince 1992 |                   |
|                                                            | Křesťanská a demokratická unie - Československá strana lidová (KDU-ČSL) (předseda: Josef Lux) | Antonín Baudyš                                                  | Místopředseda vlády       | 2. července 1992  | 31. prosince 1992 |
| Ministr pověřený řízením ministerstva dopravy              | Křesťanská a demokratická unie - Československá strana lidová (KDU-ČSL) (předseda: Josef Lux) | Antonín Baudyš                                                  | 2. července 1992          | 29. října 1992    |                   |
| Ministr pověřený řízením ministerstva spojů                | Křesťanská a demokratická unie - Československá strana lidová (KDU-ČSL) (předseda: Josef Lux) | Antonín Baudyš                                                  | 2. července 1992          | 29. října 1992    |                   |